# IC 3072
IC 3072 је појединачна звијезда у сазвјежђу Дјевица која се налази на листи објеката дубоког неба у Индекс каталогу.
Деклинација објекта је + 9° 33' 20" а ректасцензија 12h 15m 38,1s.